# Associazione Sportiva Siracusa 1957-1958
Questa voce raccoglie le informazioni riguardanti l'Associazione Sportiva Siracusa nelle competizioni ufficiali della stagione 1957-1958.

## Rosa
| N. |                   | Ruolo | Calciatore          |
| -- | ----------------- | ----- | ------------------- |
|    | Italia (bandiera) | A     | Sebastiano Alicata  |
|    | Italia (bandiera) | P     | Vincenzo Biondo     |
|    | Italia (bandiera) | A     | Valeriano Bossi     |
|    | Italia (bandiera) | A     | Antonio Cancellieri |
|    | Italia (bandiera) | D     | Angelo Cislaghi     |
|    | Italia (bandiera) | C     | Stelio Darin        |
|    | Italia (bandiera) | A     | Giuseppe Erna       |
|    | Italia (bandiera) | C     | Giuseppe Franzò     |
|    | Italia (bandiera) | C     | Carlo Gambini       |

| N. |                   | Ruolo | Calciatore        |
| -- | ----------------- | ----- | ----------------- |
|    | Italia (bandiera) | C     | Natalino Guarini  |
|    | Italia (bandiera) | C     | Graziano Milanesi |
|    | Italia (bandiera) | C     | Loris Mora        |
|    | Italia (bandiera) | P     | Armando Nadalet   |
|    | Italia (bandiera) | C     | Mario Panigada    |
|    | Italia (bandiera) | A     | Giuseppe Radaelli |
|    | Italia (bandiera) | C     | Felice Resta      |
|    | Italia (bandiera) | A     | Salvatore Rubino  |